# Az utolsó tünde
Az utolsó tünde egy humoros fantasyregény. A kötetnek három folytatást készített az írója, Silvana De Mari (róla bővebben lent): Az utolsó ork: a medve és a farkas, Az utolsó ork 2: az utolsó főnix valamint Az utolsó ork 3: Az utolsó ork.

## Cselekménye
|  | Alább a cselekmény részletei következnek! |

Yorsh, a nemrég született tünde magányosan bolyong a világban, miután nagymamája házát elborította az árvíz. Mindenkitől fél. Mert az emberek is félnek a tündéktől. Utálják őket. Végül egy asszony befogadja. Ő és egy férfi viselik Yorsh gondját. De az emberek és tündék szokásai eltérnek egymástól. A tünde cseperedik és egyre többet tud meg a világról. Egy jóslatot olvasván rádöbben: ő az utolsó a tündék közül. Összeismerkedik egy sárkánnyal, egy trollal, míg végül régi pártfogói útja elválik az övétől, és ő ott marad a megismert sárkánnyal a hegyekben.
Robi egy dacos kislány az Árvák Házában. A szüleiről kevés emléke van. Csak pár pillanat: a puha ágy, a teli éléskamra, a mama aszalt almái; a papa kacsái... És folyton arról álmodozik, hogy valaki eljön érte. A szülei már nem jöhetnek, mert felakasztották őket. Mert önzők voltak, és mert segítettek valami tündének... de az nem lehet igaz... ekkora bűn nem lehet igaz...
A két árva története a menekülés pillanatában összekapcsolódik, és egymásra támaszkodva kell túlélniük az egyre veszélyesebb kalandot.
|  | Itt a vége a cselekmény részletezésének! |

## Az íróról
Silvana De Mari (1953–) Torino közelében él családjával és egy hatalmas kutyával. Sebészorvos volt hazájában és Etiópiában. Jelenleg pszichiáter. Novellákat ír, melyek különféle magazinokban jelennek meg. Ez az első regénye (további műveiről fent olvashatsz). A megjelenés évében (2004) Andersen-díjat kapott.

## Magyarul
- Az utolsó tünde; ford. Vaszócsik Crista; Európa, Bp., 2008
- Az utolsó ork, 1-3.; ford. Vaszócsik Crista; Európa, Bp., 2009–2010
  - 1. A medve és a farkas; 2009
  - 2. Az utolsó főnix; 2009
  - 3. Az utolsó ork; 2010